# Castillo de Antimaquia
El Castillo de Antimaquia (en griego: Κάστρο Αντιμάχειας, romanizado: Kástro Antimácheias) es un castillo situado en la isla de Cos, en Grecia. Se encuentra situado en la parte central de la isla, al sureste de la localidad de Antimaquia.

## Historia
El Castillo de Antimaquia fue construido por los Hospitalarios de la Orden de San Juan de Jerusalén entre 1322 y 1346. Forma parte del conjunto de fortificaciones de la isla, junto con el castillo de Neratzia y el castillo de Paleo Pyli, sirviendo para la vigilancia tanto del litoral meridional de la isla así como del estrecho situado entre Cos y Nísiros. 
En junio de 1457, el castillo fue sitiado por los otomanos, pero resistió el asedio. En 1493, el castillo sufrió importantes daños durante un terremoto, tras lo cual fue restaurado.
Se realizaron modificaciones adicionales a principios del siglo XVI. En 1522, finalmente, los turcos otomanos lograron capturar el castillo con el resto de la isla de Cos, momento en el que instalaron una pequeña guarnición. Dentro de las murallas del castillo se encuentra también el pueblo de Antimaquia.
En 1840, el castillo fue abandonado como localidad y luego en 1871 como fortaleza.

## Descripción
El castillo fue levantado sobre una colina, situada en una meseta. Tiene una superficie aproximada de 2,63 hectáreas. Los muros del castillo, con una longitud total de 970 metros, siguen la forma de la colina, mientras que su planta arquitectónica es un pentágono irregular. La entrada por el lado noroeste tiene un gran baluarte semicircular. No se distinguen torres mayores que las murallas. En el interior del castillo hay dos iglesias, la de San Nicolás (Ágios Nikólaos) y la de Santa Parasqueva (Agía Paraskeví), ambas restos de la antigua localidad de Antimácheia. En los alrededores también se encuentran las ruinas de un antiguo pueblo.

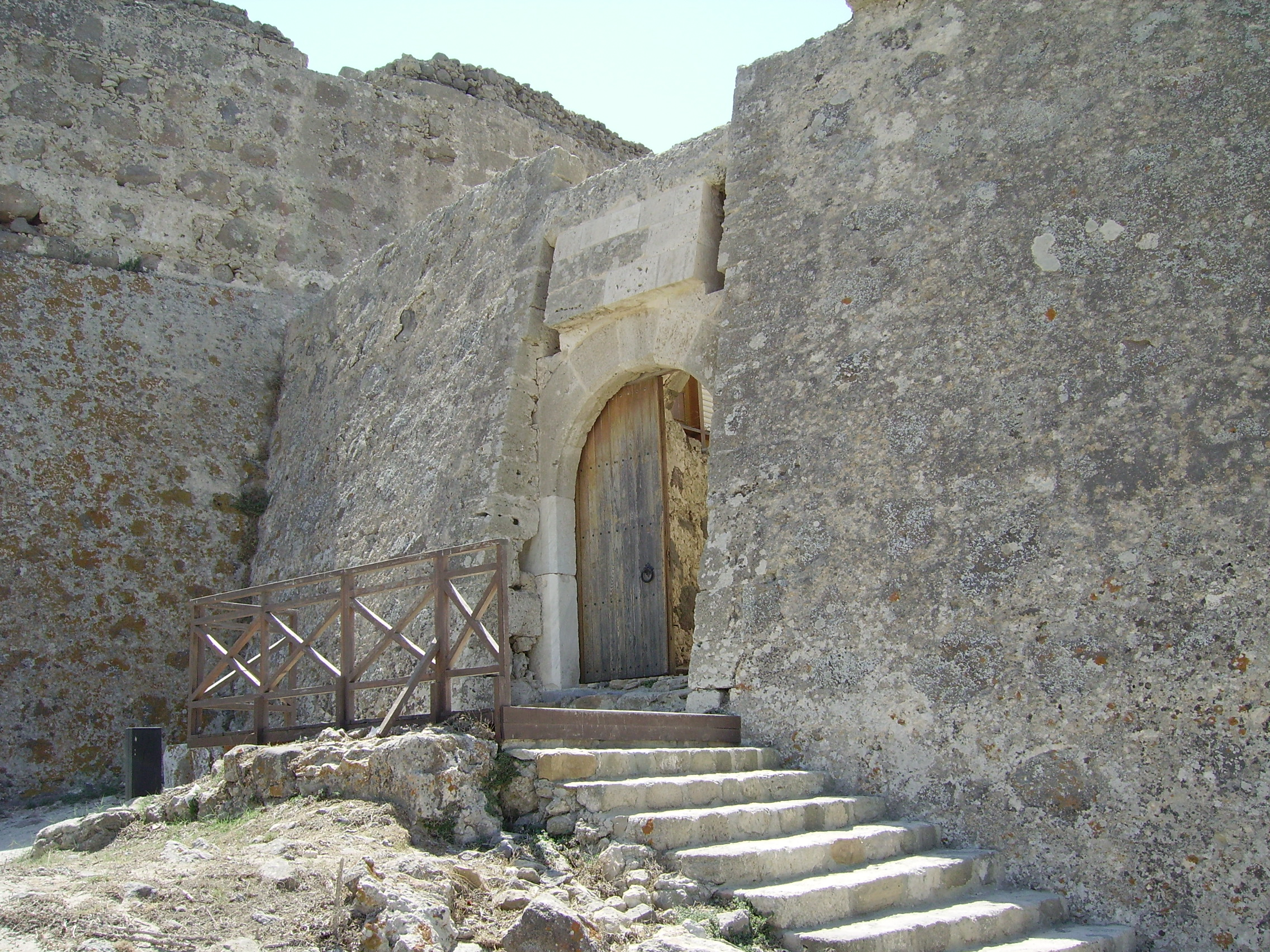
Vista de la puerta de Fortaleza.
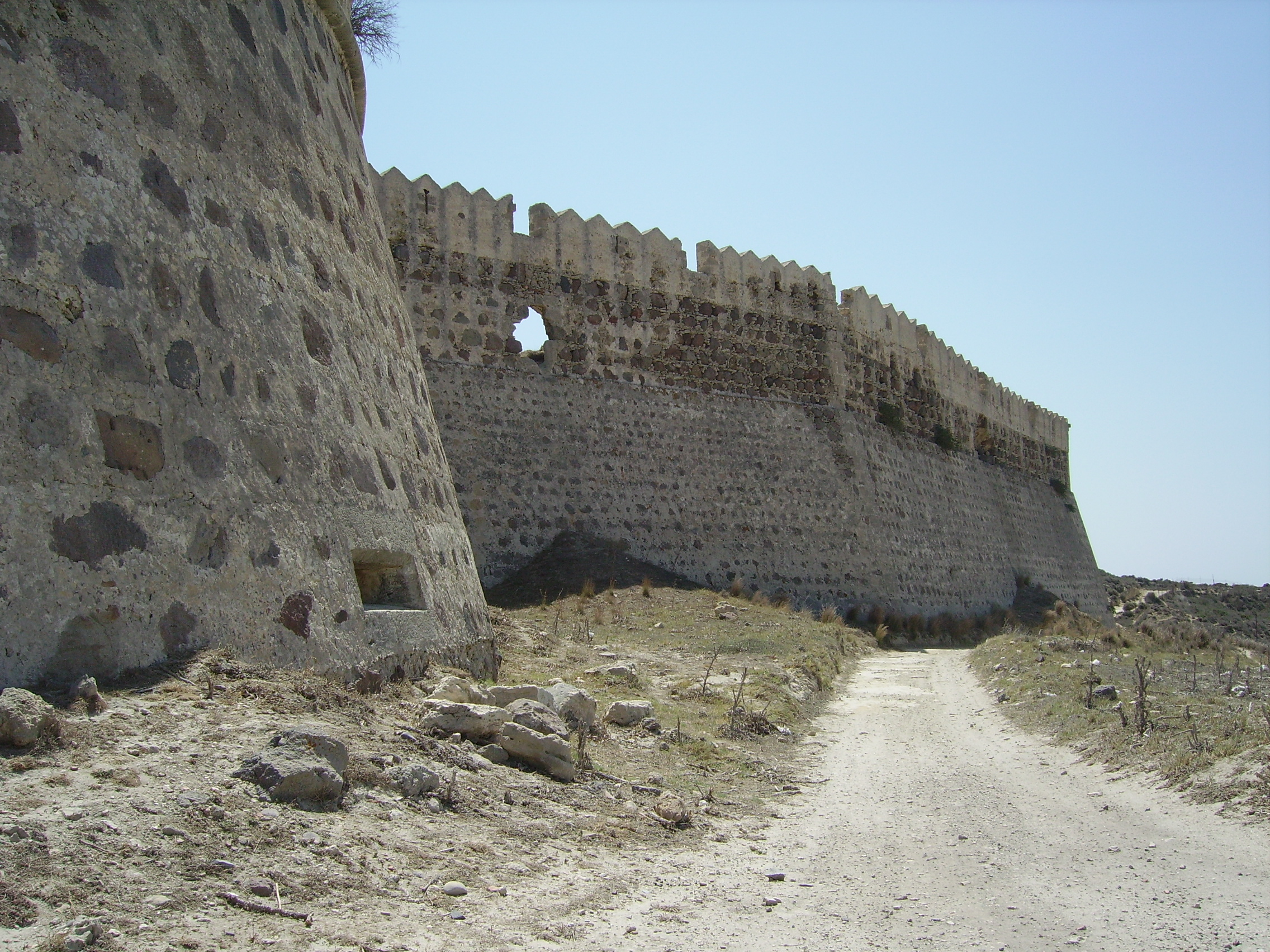
Vista del lado exterior de los murales de Fortaleza.
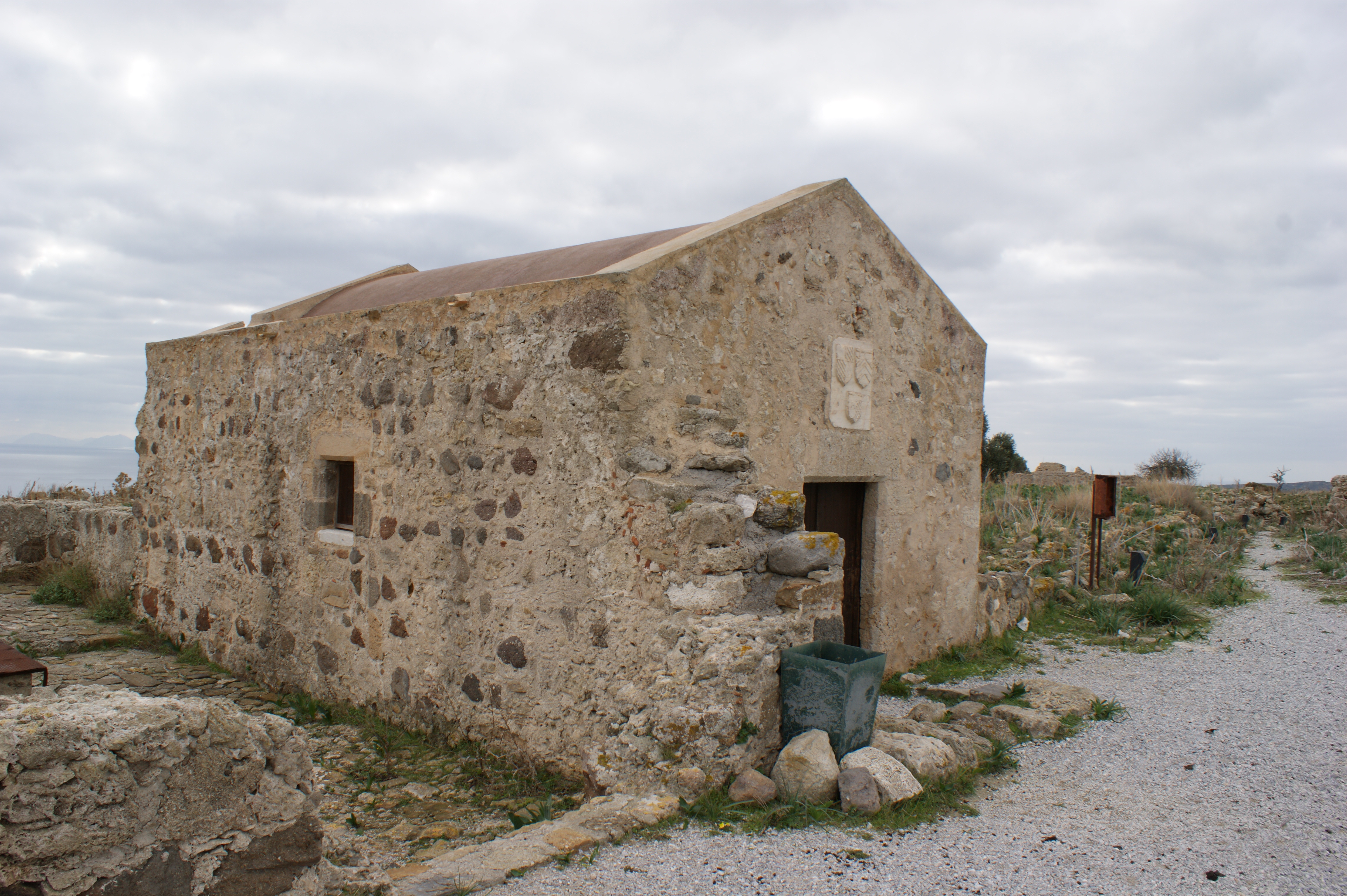
Vista de la iglesia de San Nicolás.
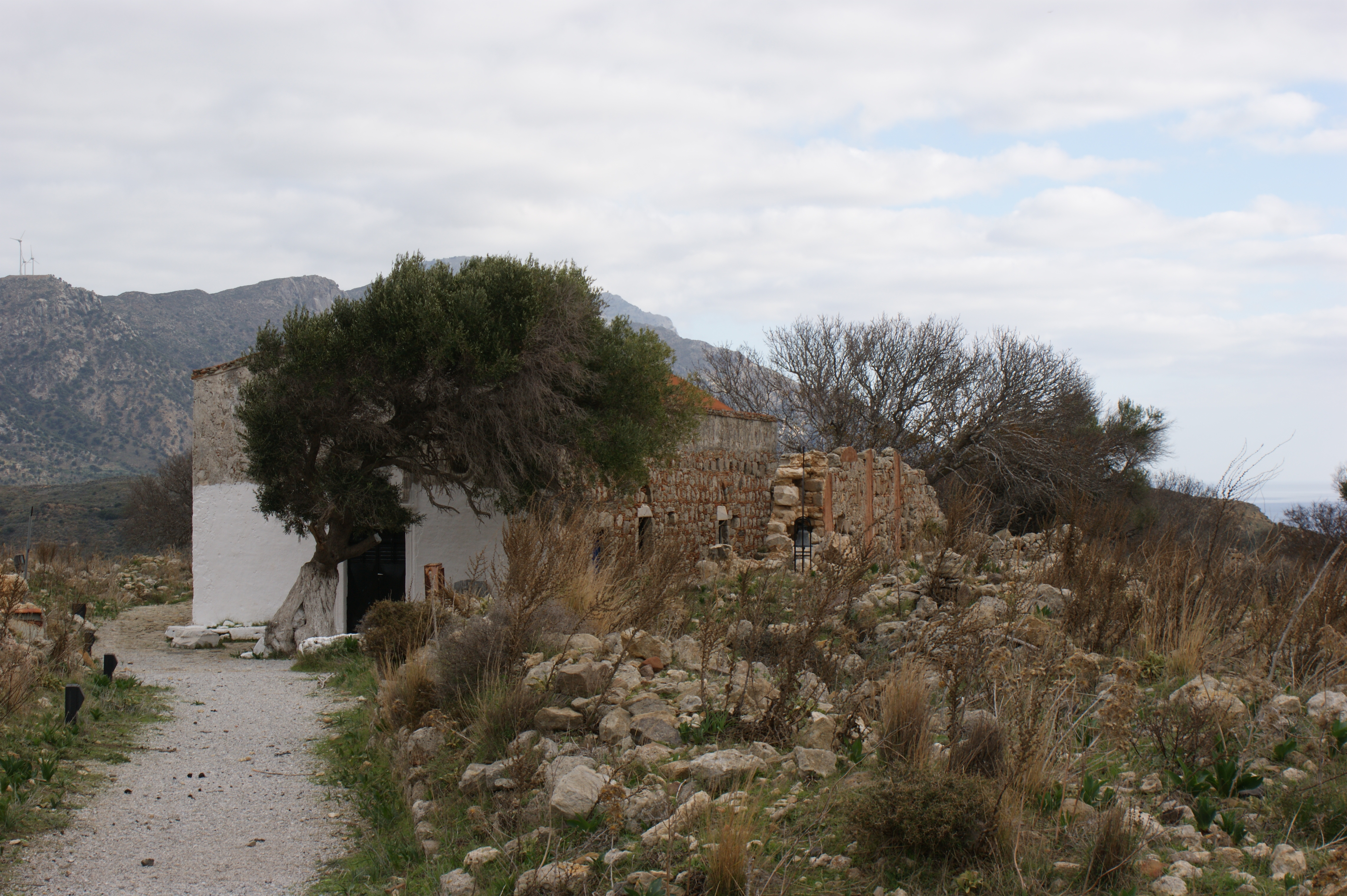
Vista de la iglesia Santa Parasqueva.
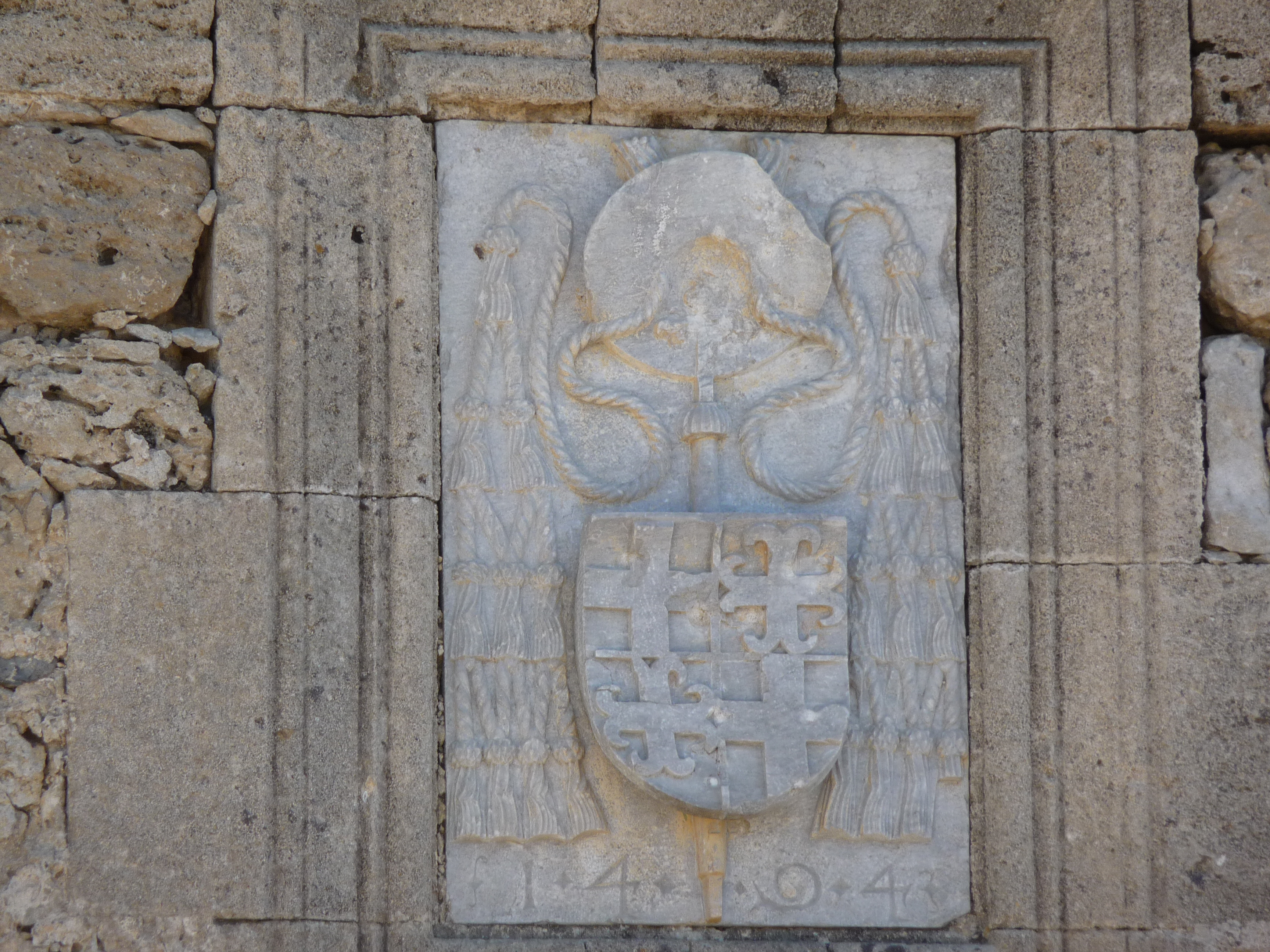
Representación del escudo Gran Maestre Pierre d'AubussonLa inscripción del año 1494.